# Коптский крест

Современный дизайн, используемый Коптской православной церковью

Коптский крест — крест, используемый Коптской православной церковью и Коптской католической церковью в Египте. Представляет собой две пересечённые линии под прямым углом с размноженными концами. Три излучины конца обозначают Святую Троицу: Отца, Сына и Святого Духа; все концы вместе символизируют двенадцать апостолов. Из-за витиеватого оформления коптские кресты покупают туристы. У некоторых коптов на внутренней части правой руки есть татуировка в форме креста. Старый коптский крест часто включает круг, который унаследован от анха, где круг обозначал бога солнца.

## Галерея

Старый коптский (гностический) крест
Вариант коптского креста с гвоздями, которыми к Кресту был прибит Иисус
Коптский анх
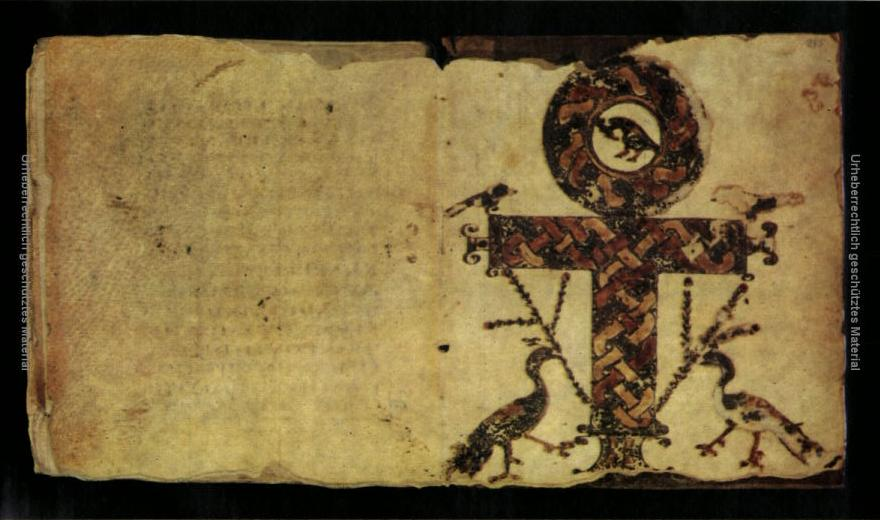
Украшенная огнями ранняя форма коптского креста в конце IV и V веков (en:Codex Glazier)
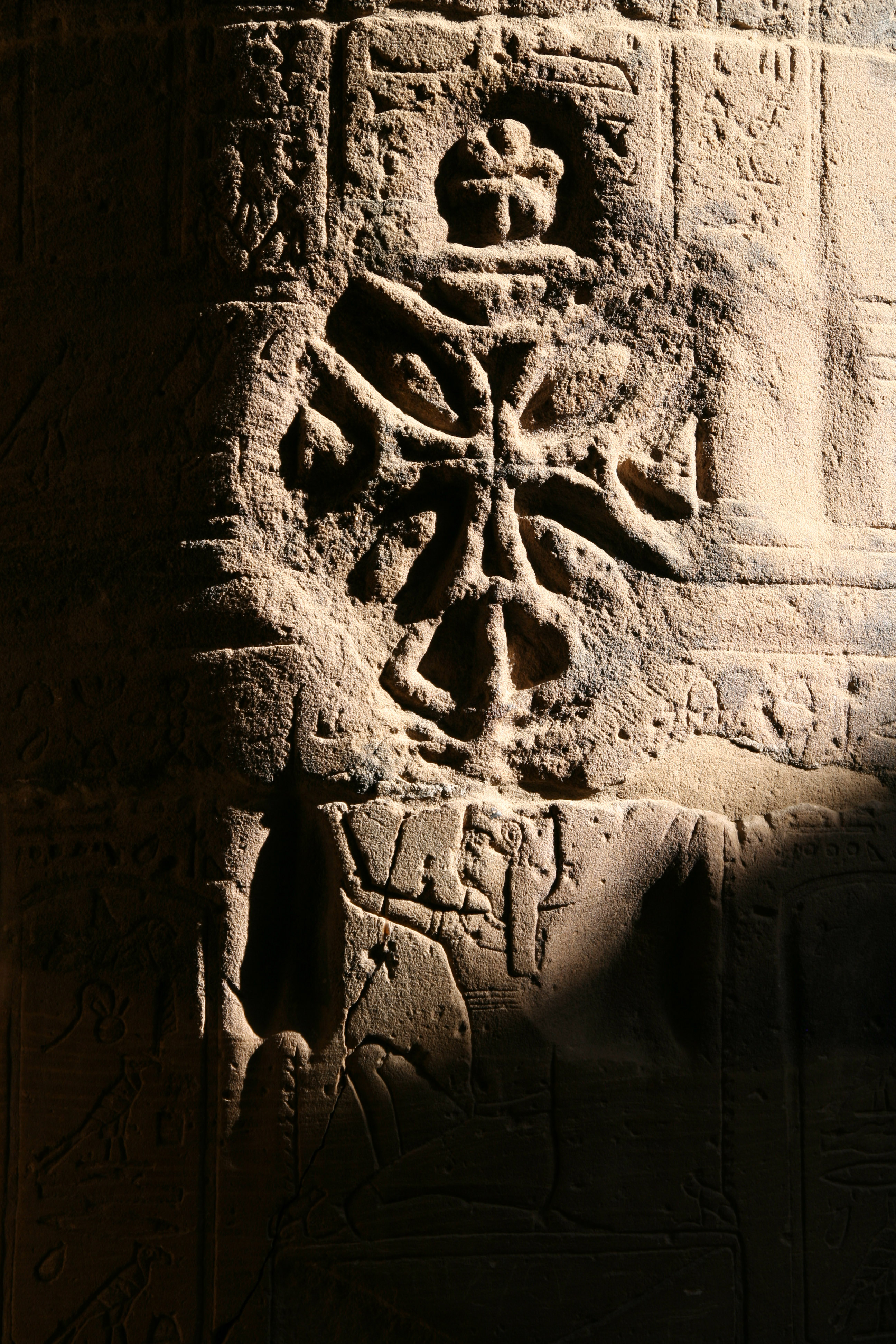
Коптский крест из древнеегипетского храма в Филах
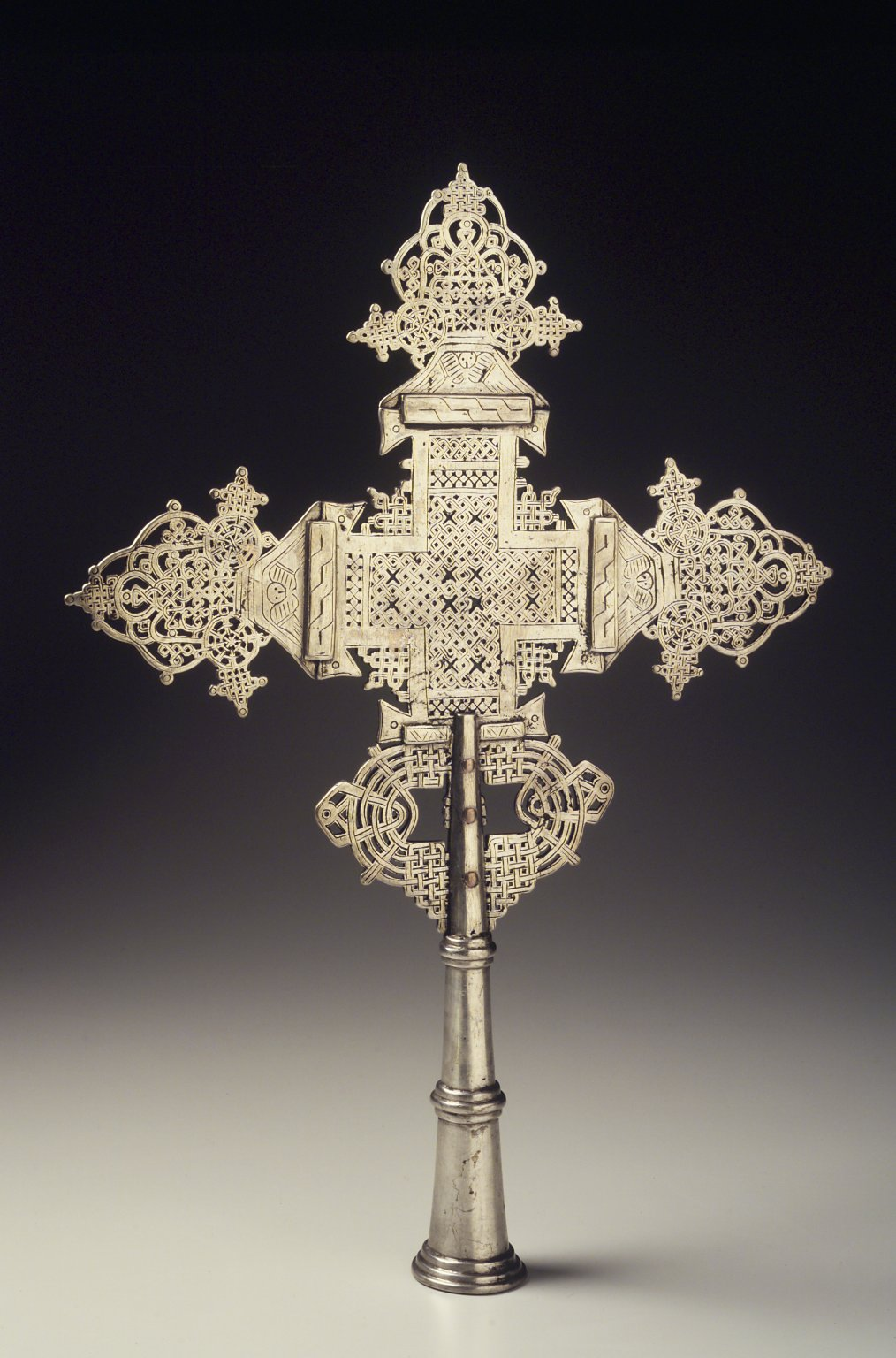
Процессиональный крест из региона Амхара, Эфиопия (середина XX века)
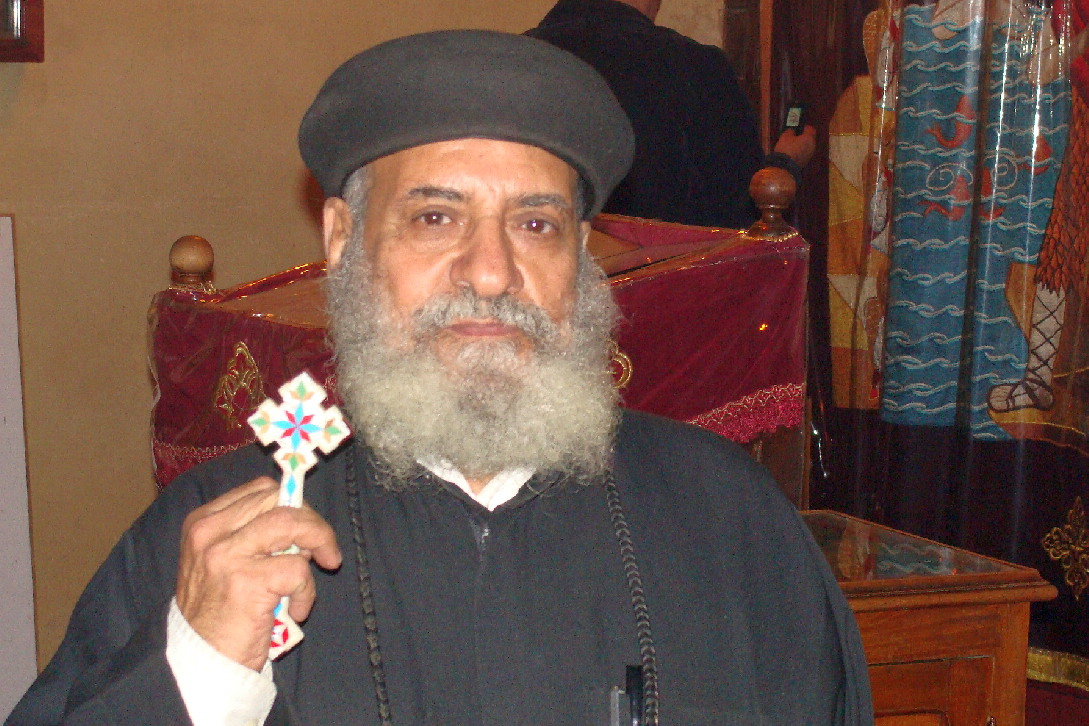
Коптский священник держит рукотворный крест благословения (Каир, 2010)
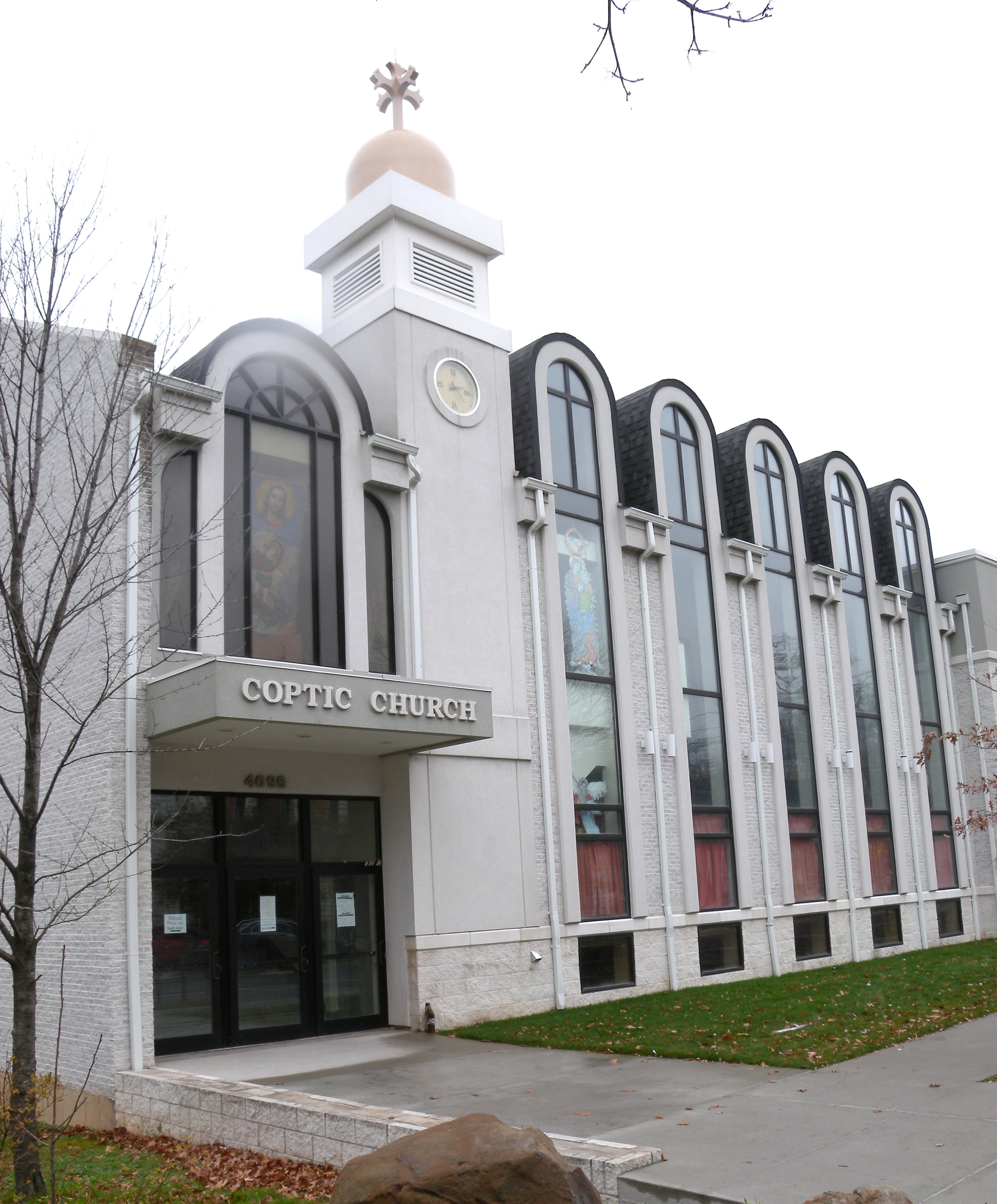
Трёхмерный православный христианский крест на куполе коптской церкви в Нью-Йорке